# Ole Sohn
Ole Christian Liep Sohn (ur. 12 września 1954 w Torsted) – duński polityk i pisarz, od 1987 do 1991 lider duńskich komunistów, poseł do Folketingetu, w latach 2011–2012 minister przedsiębiorczości i rozwoju.

## Życiorys
Absolwent kursów zawodowych, pracował w różnych zawodach w tym jako kucharz okrętowy. Po 1991 zajął się głównie działalnością konsultingową i publicystyczną. Od połowy lat 70. aktywny działacz związkowy w ramach organizacji SiD, w latach 1981–1987 wchodził w skład jej zarządu. W latach 1982–1984 był radnym w gminie Horsens.
Był członkiem Komunistycznej Partii Danii, od 1981 należał do jej komitetu centralnego. Kierował tym ugrupowaniem w latach 1987–1991. Był kandydatem do parlamentu z ramienia komunistów i koalicyjnej listy Czerwono-Zieloni. Na początku lat 90. dołączył do Socjalistycznej Partii Ludowej. W 1994 i w 1997 krótko pełnił obowiązki deputowanego jako zastępca poselski. W 1998 po raz pierwszy uzyskał mandat posła do Folketingetu na pełną kadencję. Z powodzeniem ubiegał się o reelekcję w wyborach w 2001, 2005, 2007 i 2011, zasiadając w duńskim parlamencie do 2015.
W październiku 2011 objął urząd ministra ds. przedsiębiorczości i rozwoju w rządzie Helle Thorning-Schmidt. Ustąpił z niego w październiku 2012, deklarując odejście z polityki z końcem kadencji Folketingetu. W lutym 2014, gdy socjaliści opuścili koalicję rządową, Ole Sohn przeszedł do partii Socialdemokraterne.
Autor licznych publikacji książkowych w tym Der var bud efter dem (1994), Her kommer fra dybet den mørke armé (1995), Den højeste Straf (1996), Frihedens Port (1999), Vanviddets logik (2000), Rundt om filmen Den højeste Straf (2002), De drog mod øst (2002), Et liv i kamp og kærlighed (2007), Jeg kommer snart hjem (2010), Fra Folketinget til celle 290 (2011).